# Amasias
Pour les articles homonymes, voir Amasia.
Selon la Bible, Amasias ou Amatsia (en hébreu אֲמַצְיָהוּ (ʾAmatsyāhû) : « la force du Seigneur », « renforcé par le Seigneur », ou « le Seigneur est puissant », en grec ᾿Αμεσσίας (Amessias) ou ᾿Αμασίας (Amasias),, en latin Amasias), fils de Joas et de Joaddan, a été roi de Juda durant 29 ans, au début du VIIIe siècle av. J.-C.

## Biographie
La seule source explicite dont on dispose sur Amasias est la Bible.
Il monte sur le trône à l'âge de 25 ans et régna pendant 29 ans. La mère de son fils et successeur Azarias s'appelait Jecolia et était originaire de Jérusalem.

### Règne
Amasias commença son règne en punissant les meurtriers de son père. Il situa sa politique dans la continuité de celle de son père Joas.
Son règne fut d'abord marqué par une victoire contre 10 000 Édomites dans la Vallée du Sel, et par la prise de Sela.

Selon le Chroniste, Amasias avait, dans un premier temps, recruté des mercenaires venus d'Israël, mais l'intervention d'un « homme de Dieu » le convainquit de les renvoyer chez eux, à leur grand mécontentement. Le Chroniste suggère ainsi que son obéissance à la volonté divine fut la cause de la victoire contre les Édomites.
Ensuite, Amasias défia le roi d'Israël, Joas. Ils se livrèrent bataille à Bet Shemesh, et Juda fut vaincu. Amasias fut fait prisonnier par Joas, qui pilla Jérusalem, puis retourna à Samarie.

La guerre contre les Israélites a pu être causée, au moins en partie, par les pillages que les mercenaires renvoyés par Amasias ont commis dans le Royaume de Juda.

Selon le Chroniste, la défaite face à Israël est due à la colère divine, à la suite du culte voué par Amasias, malgré l'intervention d'un prophète, aux idoles des Édomites après sa victoire contre ces derniers.
Au moins quinze ans plus tard, une conspiration lui coûta la vie : il fut tué à Lakish, où il avait fui. Sa dépouille fut ramenée sur des chevaux à Jérusalem, où on l'enterra dans le tombeau royal.

### Mentions postérieures
Il est un des quatre rois de Juda omis par la généalogie de Jésus selon Matthieu, les trois autres étant Ochozias, Joas et Joachim.

## Note géographique
Le moshav de Amatzia (en) en Israël a été appelé ainsi d'après lui.

## Chronologie
Comme de nombreuses dates concernant les personnages bibliques de cette époque, celles-ci sont approximatives, et peuvent faire l'objet de débats entre exégètes.
Amasias aurait régné de -800 à -783 (Albright), de -796 à -767 (Thiele), ou de -805 à -776 (Galil).
Selon Thiele, les calendriers pour le calcul des années des rois de Juda et d'Israël ont subi un ajustement de six mois, celui de Juda commençant à Tishri (à l'automne) et celui d'Israël à Nisan (au printemps). Ces synchronisations croisées entre les deux royaumes permettent souvent de rétrécir dans une fourchette de six mois les dates de début et/ou de fin de règne d'un roi. 
En ce qui concerne Amasias, les données scripturaires permettent de rapprocher son accession au trône à un moment situé entre le 1er Nisan 796 avant notre ère et la veille du 1er Tishri de la même année. Pour un calcul exact il faut considérer l'année judéenne commençant à Tishri de 797/796 avant notre ère, ou plus simplement 797. Sa mort se situe à un moment donné entre le 1er Nisan et le 1er Tishri de 767 avant notre ère, c'est-à-dire 768/767 d'après les calculs judéens, ou plus simplement 768.